# Copperhead (Band)
Copperhead war eine US-amerikanische Rockband, die sich ab 1970 aus einer losen Gruppe von Musikern in San Francisco entwickelte. Bekanntestes Mitglied der Band war der Gitarrist John Cipollina, zuvor bei Quicksilver Messenger Service.
1973 erschien ihr erstes Album Copperhead, das jedoch von der Plattenfirma Columbia kaum unterstützt wurde. Die zweite Produktion der Band wurde gar von der Firma ganz zurückgewiesen und nie veröffentlicht. Gründe hierfür mögen in den personellen Problemen um Clive Davis, den damaligen Präsidenten von Columbia, liegen, nach dessen Weggang die Band von der Firma komplett fallen gelassen wurde. Angeblich war die Gruppe in einem Drogenskandal um Davis verwickelt. Cipollina bestritt dies. Copperhead löste sich daraufhin auf. Cipollina spielte danach bei Terry and the Pirates, Man und schließlich auch wieder für das Album Solid Silver mit Quicksilver Messenger Service.
Copperhead galt als hervorragende Live-Band. Die Atmosphäre ihrer Auftritte ist auf dem Album Copperhead-Live von 1973 eingefangen. 1990 wurde der Mitschnitt eines weiteren Konzerts der Gruppe unter dem Namen Drunken Irish Setter veröffentlicht, aufgenommen am 16. Dezember 1972 in San Francisco in der Besetzung John Cipollina, Gary Philippet, Jim McPherson, Hutch Hutchinson und David Weber.

## Diskografie
- Copperhead (1973)
- Copperhead-Live (1973)
- Copperhead 2 (nie veröffentlicht)
- Drunken Irish Setter (1990)